# فرانسيس لي مكين
فرانسيس لي مكين (بالإنجليزية: Frances Lee McCain)‏ (و. 1944 – م) هي ممثلة، وممثلة تلفزيونية من الولايات المتحدة الأمريكية . ولدت في يورك، بنسلفانيا .

## روابط خارجية
- فرانسيس لي مكين على موقع IMDb (الإنجليزية)
- فرانسيس لي مكين على موقع ألو سيني (الفرنسية)
- فرانسيس لي مكين على موقع أول موفي (الإنجليزية)
- فرانسيس لي مكين على موقع قاعدة بيانات الأفلام السويدية (السويدية)
- فرانسيس لي مكين على موقع قاعدة بيانات الفيلم (الإنجليزية)
- فرانسيس لي مكين على موقع كينوبويسك (الروسية)